# Euplectus bonvouloiri
Euplectus bonvouloiri är en skalbaggsart som beskrevs av Edmund Reitter 1882. Euplectus bonvouloiri ingår i släktet Euplectus, och familjen kortvingar. Enligt den svenska rödlistan är arten sårbar i Sverige. Arten förekommer i Götaland. Artens livsmiljö är skogslandskap.